# Stadhuis van Zierikzee
Het stadhuis of raadhuis van Zierikzee, in de Nederlandse provincie Zeeland, is gebouwd in de 16e eeuw en draagt een achthoekige toren voorzien van een bekroning. Het gebouw wordt gebruikt door het Stadhuismuseum Zierikzee.

## Geschiedenis van het gebouw

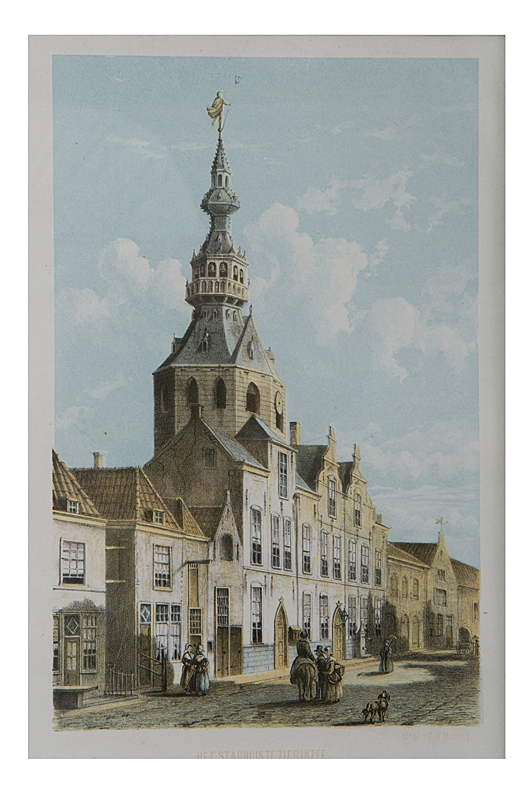
Vooraanzicht van het stadhuis voor 1775

De bouw van het stadhuis begon in 1550 en duurde tot 1554. In deze periode werden ook de klokken voor het carillon van de stad gegoten.
Het gebouw was voornamelijk nieuwbouw en het plein waaraan het zich bevond, wat nu aan de achterkant van het stadhuis ligt, was bijna helemaal leeg, behalve de vleeshal die zich links van de open plek bevond. Vanwege de locatie werd het stadhuis gedeeltelijk over de vleeshal gebouwd. De vleeshal bleef nadat het stadhuis eroverheen was gebouwd nog steeds in gebruik. Het hele gebouw werd gebouwd in de Renaissancestijl. Hoewel het gebouw zelf vrij sober was, werden de gevels rijkelijk versierd en werden portretten van Keizer Karel V, de toenmalige landsheer van de Nederlanden, en later ook van zijn zoon Filips II, die zijn vader opvolgde als graaf van Zeeland, in de gevel geplaatst.
Op dit nieuwe gebouw werd een grote houten toren gebouwd van 45 meter hoog, in achthoekige vorm met daarboven op een klokkenverdieping.
Het gebouw heeft door de tijd heen vele verschillende functies gekend. In het gebouw werd de vierschaar gehouden, er was een raadzaal aanwezig. Ook het waterschap en de thesauriers  van de stad vergaderden hier, er was een kamer voor de gemeente-burgemeester. De kanselarij en het stadsarchief bevonden zich eveneens in het stadhuis, net als de buiten- en binnengriffie. Er was ook een plek in het stadhuis waar over het lot van de wezen van Zierikzee en omstreken werd beslist. Deze weesmeesters vergaderde eerst in een kamer, die nu de meekrapkamer heet, en later op de zolder van het stadhuis. Behalve al deze relatief permanente functies heeft het gebouw ook gediend als vergaderruimte voor de vele gildes van de stad en omstreken.
Rond het midden van de 18e eeuw moest het stadhuis geloven aan de veranderingen in smaak en mode die vanuit Holland hun weg naar Zierikzee had gevonden. Aan het originele gebouw werd in 1772 een nieuwe weeskamer gebouwd, die compleet in Lodewijk XV-stijl werd versierd. In 1775 werd door de stadsbouwmeester Johannes van Es besloten om de voorgevel te verbouwen en om verschillende omringende gebouwen te slopen en te veranderen in nieuwe kamers ten behoeve van het stadhuis. Er werd ook een nieuwe onderbouw voor de toren gebouwd.  Door deze verbouwing werd de buitenkant omgebouwd zodat de gevel nu een geheel werd.
In de jaren 1776-1779 werd de binnenkant van het stadhuis verbouwd, vooral het interieur van de vierschaar en de raadkamer. Ook deze vertrekken werden in Lodewijk XV-stijl ingericht. In de vierschaar werd een schepenbank getimmerd en werd een grote tribune gebouwd. Deze zijn nu nog steeds te vinden in de trouwzaal.

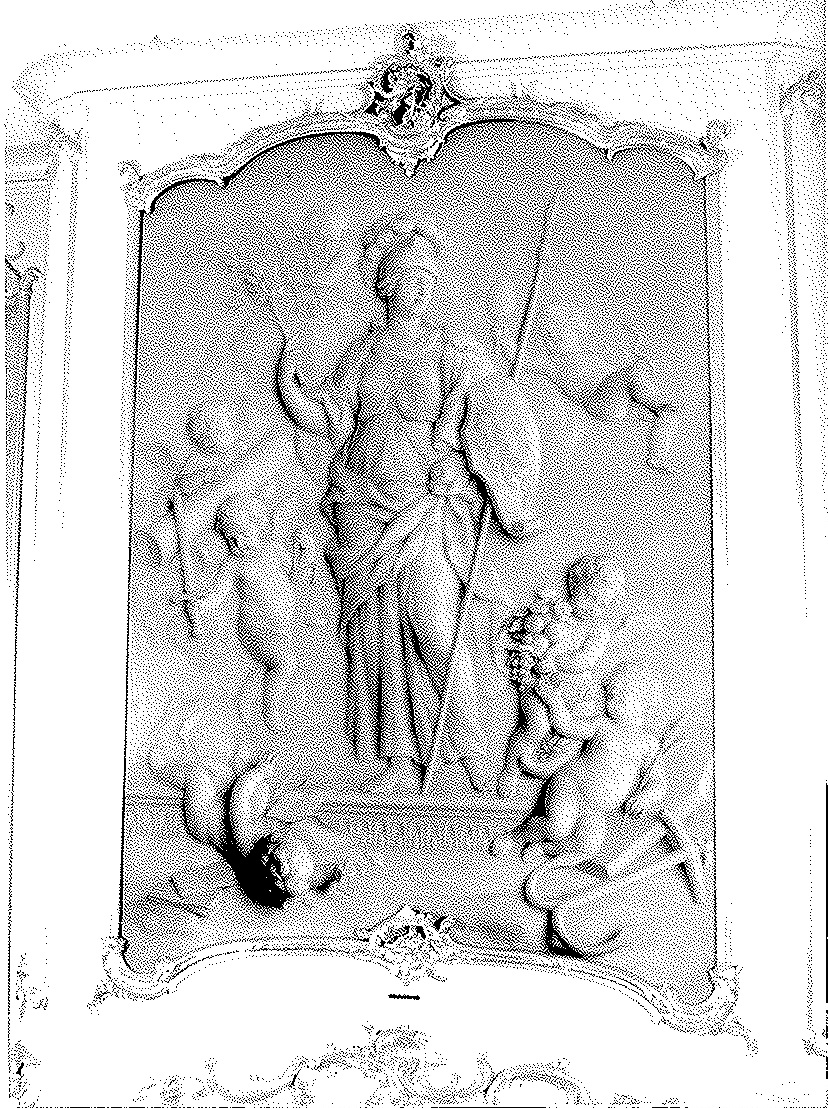
Het Grisaille in de Raadkamer

In de raadkamer werd in 1777 een nieuw schoorsteenstuk geplaatst. Het schoorsteenstuk, een grisaille, is gemaakt door Marten Josef Geeraerts. Minerva staat er op afgebeeld, omringd door vier putti. Minerva representeert de regering van de Republiek der Zeven Verenigde Nederlanden en de vier putti representeren de vier deugden: rechtvaardigheid, kracht, matigheid en voorzichtigheid. Ook in de thesaurierskamer werd een grisaille door Geeraerts gemaakt. Ditmaal werd spaarzaamheid gerepresenteerd met de tekst; in Melius Servat (zij bewaart het voor beter). Deze grisaille kwam gereed in 1778.
Gedurende de 19e eeuw verloor het stadhuis veel van zijn stand en raakte het in verval. Dit was vooral vanwege modernisering en, wat door sommige wordt beschouwd als onkundige verbouwingen. Na een blikseminslag in 1853 dreigde de toren in brand te vliegen, maar deze brand werd snel geblust. Als reactie werd het beroemde Neptunusbeeld vervangen door een bliksemafleider, en werd de natuurstenen waterpomp op het bordes vervangen door een gietijzeren exemplaar. Deze pomp staat nog steeds voor het stadhuis. Na de Tweede Wereldoorlog vond nogmaals een verbouwing plaats, ditmaal werd het interieur vernieuwd. Toen op het einde van de 19e eeuw het oude stadhuis vele van zijn oude functies, bijvoorbeeld als vergaderruimte voor de gildes en organisaties van de stad, of als kantoor voor de burgemeester, verloor en de organisaties die zich in het museum bevonden, werden ontbonden of verhuisden naar andere locaties moest er een nieuwe functie worden gevonden voor het nu steeds leger wordende stadhuis. In 1911 werd er daarom op de zolder een oudheidkamer gecreëerd. Deze oudheidkamer deelde op dat moment het stadhuis met meerdere andere instanties en bevond zich daarom alleen op zolder. Dit museum werd volledig beheerd door 'de Vereeniging Zierikzee'. Helaas was dit eerste museum niet een groot succes en werd er weinig meer van vernomen.
In 1929 probeerde de gemeenteraad opnieuw een museum in het stadhuis op te richten. Weer werd het museum op zolder ingericht. De officiële opening was in 1930. Deze keer werd het museum een groot succes. Het huidige Stadhuismuseum is voortgekomen uit dit museum en het succesvolle Maritiem Museum, dat zich eerst in de Noordhavenpoort, en later in ’s Gravensteen. Het museum nam met de tijd steeds meer ruimtes in beslag. Sinds 2002 is het de enige gebruiker van het voormalige stadhuis van Zierikzee.
Rond de tijd van de watersnoodramp, 1953, begon een grootschalige restauratie van het gebouw. Deze restauratie werd ondersteund door Gemeentewerken Rotterdam onder leiding van stadsarchitect Van de Bergh. De bouwtekeningen en technische voorbereiding van de restauratie werden verzorgd door Ing. C.M. Jol. De grootste zorg in deze restauratie was het dak van het gebouw en de toren, die beide zeer in verval waren geraakt. De restauratie werd afgerond in 1972. Het interieur van het Stadhuis is in de laatste eeuw nogmaals op de schop genomen en heeft een complete verbouwing en modernisering gekregen. Deze verbouwing begon in 2008 en kwam in 2012 gereed.

## Ontstaan

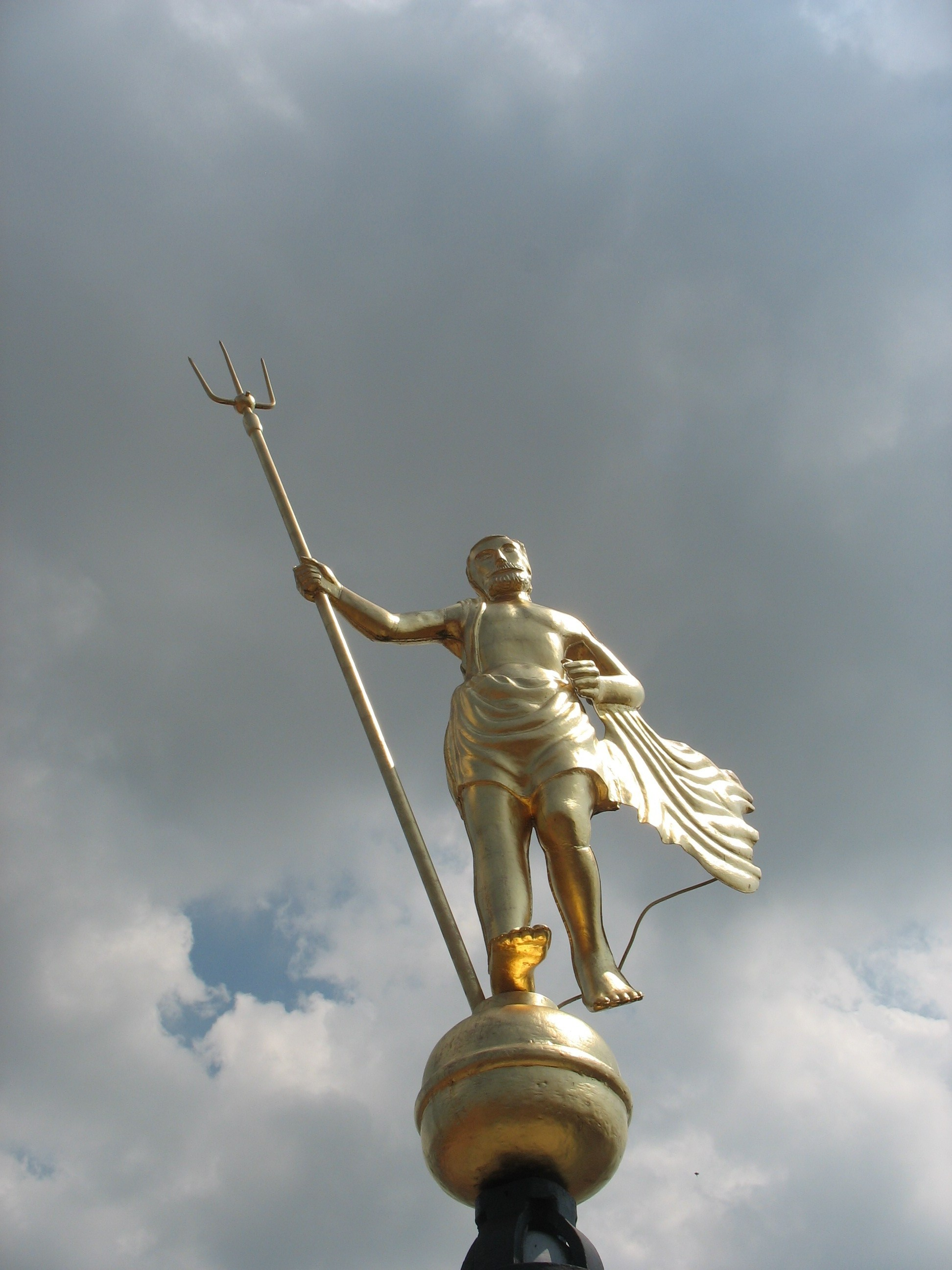
Beeld van Neptunus boven op de toren van het Stadhuis

Hoewel van 14e-eeuwse oorsprong, valt dit nergens meer te bespeuren in de toren. In de 16e eeuw werd het stadhuis ingrijpend verbouwd en kreeg de toren een nieuwe gedaante. In 1775 werd het benedendeel met natuursteen bekleed. Boven op de spits van de toren staat een beeld van Neptunus, de zeegod. Het beeld, origineel uit de tijd van de bouw van de toren, is in de 20ste eeuw vervangen, alleen de originele drietand is nog aanwezig op het huidige standbeeld. Het originele Neptunusbeeld is nog steeds aanwezig in het Stadhuismuseum, en staat in de entreehal. Onder leiding van architect B.V. van den Bergh werd de toren rond 1963 gerestaureerd.

## Klokkenspel
Het huidige carillon wat wekelijks op donderdag wordt bespeeld door de stadsbeiaardier bestaat uit 36 klokken met de tonen c2 (272kg),-d2-chrom-c5. Er zijn 15 klokken van Taylor (Engelstalige link) uit Loughborough in Engeland en de overige zijn van Koninklijke Eijsbouts uit het Brabantse Asten. Ter verfraaiing van het uiterlijk van de toren zijn een aantal klokjes in de vensters van de toren gehangen. Zes hiervan maakten tot 1963 deel uit van het Taylor carillon en twee andere die er nu tussen hangen zijn van Gillett & Johnston en werden in 1927 gegoten voor de Jan van Schaffelaartoren van de Oude Kerk in Barneveld.

## Geschiedenis van het klokkenspel
Reeds in de zestiende eeuw bezat Zierikzee een voorslag die automatisch de uurslagen aankondigde door middel van een speeltrommel, terwijl ook een beiaardier op een klavier de klokken kon bespelen. De klokken werden tussen 1550 en 1554 gegoten door Peter I van den Ghein in Mechelen (B) en hebben alle vernieuwingsdrang in de loop der eeuwen doorstaan. Voor het midden van de 17e eeuw waren klokkengieters niet in staat klokken zuiver af te stemmen. De gebroeders Hemony waren de eersten die dat beheersten. In de 18e eeuw waren er contacten met klokkengieters als Joris Dumery in Vlaanderen om het spel te vervangen door zuiver gestemde klokken. Het middeleeuwse spel was niet zuiver van klank en er werd dan ook regelmatig over geklaagd. Toch hadden de klokken charme die vandaag de dag nog is te beluisteren als het spel automatisch speelt op de Zuiderhavenpoort. In 1916 bracht Mr. A. Loosjes een bezoek aan het klokkenspel. Hij meldt dat menig vreemdeling er ontroerd van raakt, zo schrijft hij in zijn boek "De torenmuziek der Nederlanden'. Echter rond die tijd kwam er steeds meer het verlangen naar een zuiver klokkenspel en werd er over gedacht de klokken te laten stemmen en uitbreiden tot een twee-octaafs spel. Dit bleek echter niet mogelijk te zijn en gelukkig werden de oude klokken als schroot opgekocht door de VVV en als kijk-object opgesteld op de zolder van het oude stadhuis. Taylor uit Engeland leverde in 1927 een nieuw twee-octaafs spel, wat op de oude speeltrommel werd aangesloten en voorzien van een klavier, om ook met de hand te kunnen spelen. In 1963 wilde men het spel uitbreiden tot drie octaven en werd de uurslagklok uit 1551 met de oude speeltrommel uit de toren verwijderd om meer ruimte hiervoor te creëren. Er kwam een ponsband met elektromagnetische hamers op de klokken. Sinds het laatste groot onderhoud door Eijsbouts in 2009 spelen de klokken zonder deze hamers en is er een pneumaat die door een computer op het klavier speelt. Viermaal per uur laat deze een kort wijsje horen om de tijd aan te geven. De oude speeltrommel met de oude middeleeuwse klokken spelen op de Zuiderhavenpoort als automatisch spel.

## Bibliografie

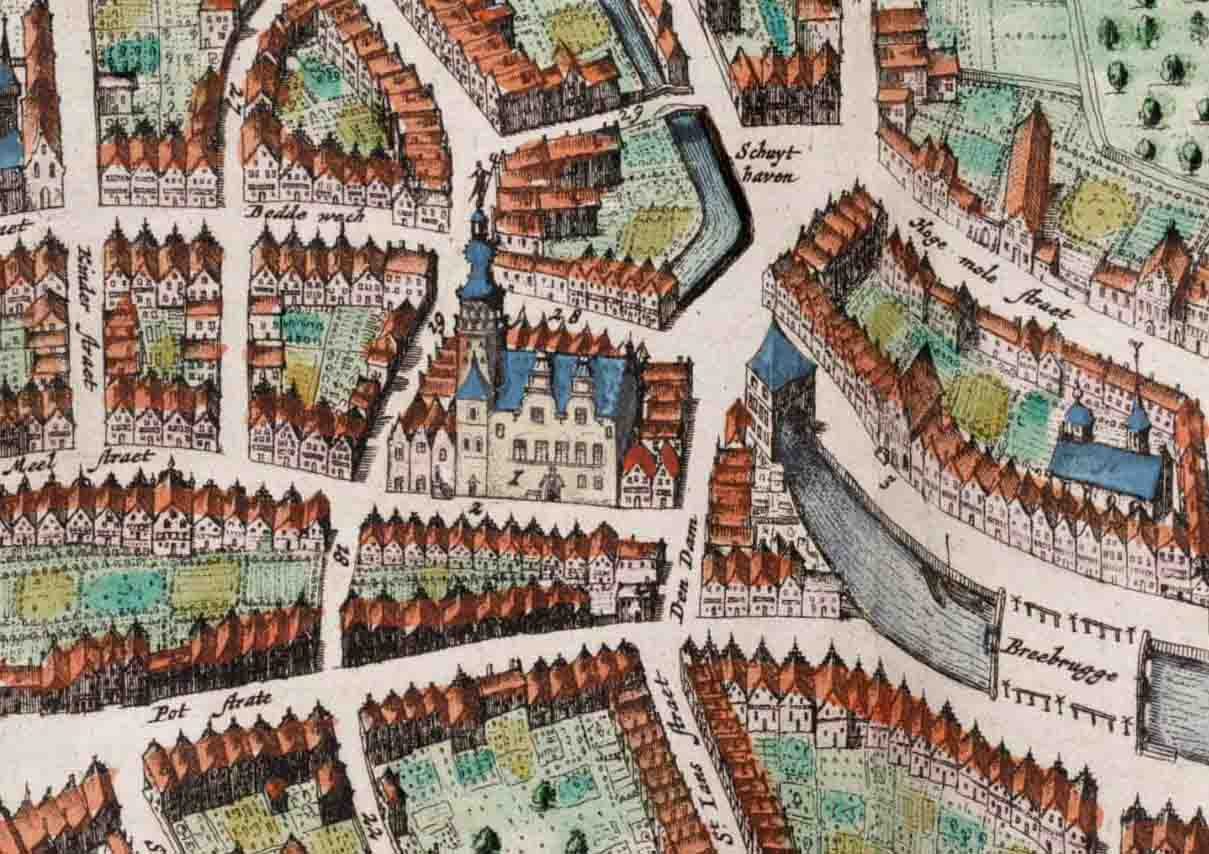
Deel kaart van Zierikzee (Atlas van Blaeu, 1649)
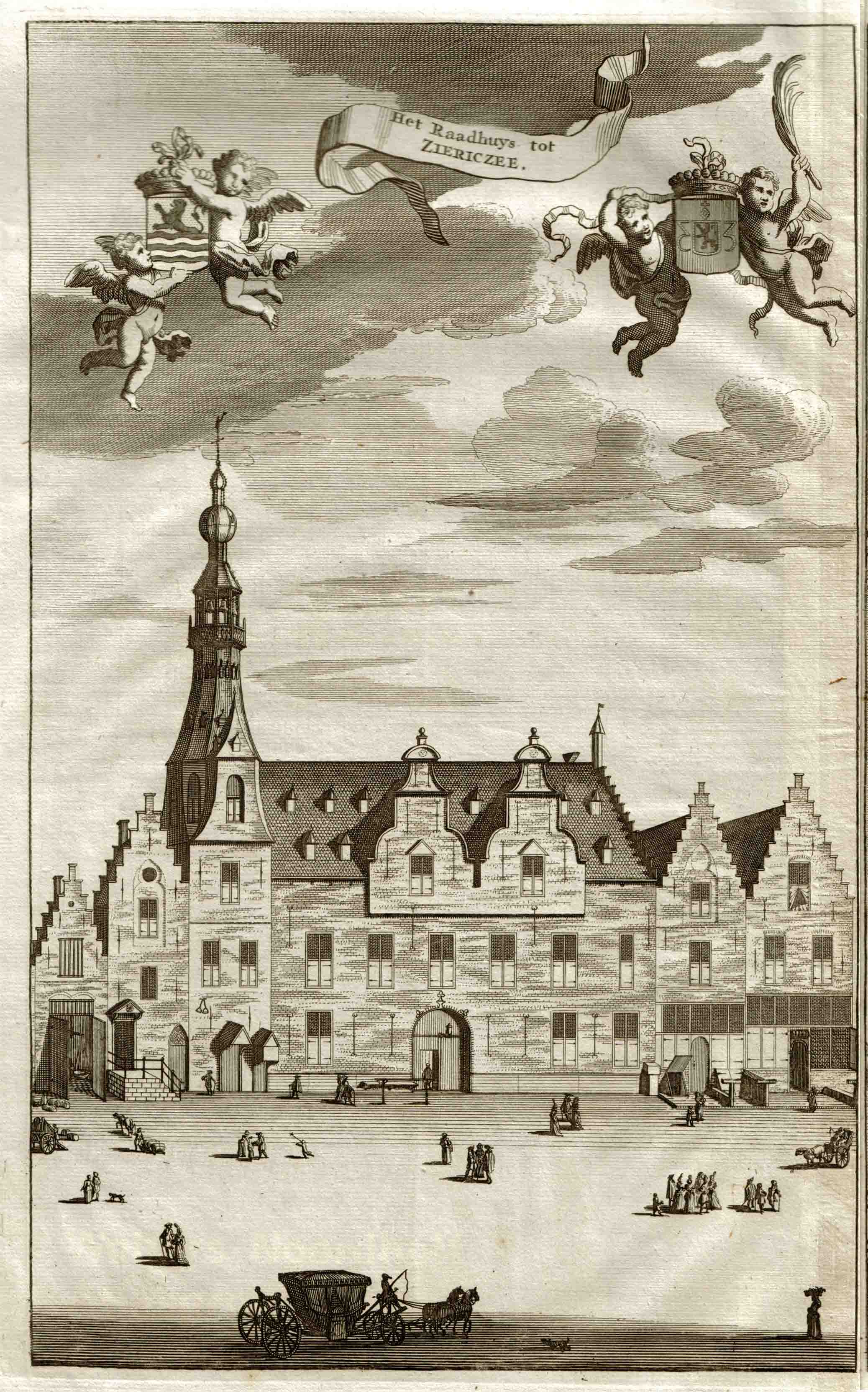
Stadhuis omstreeks 1696
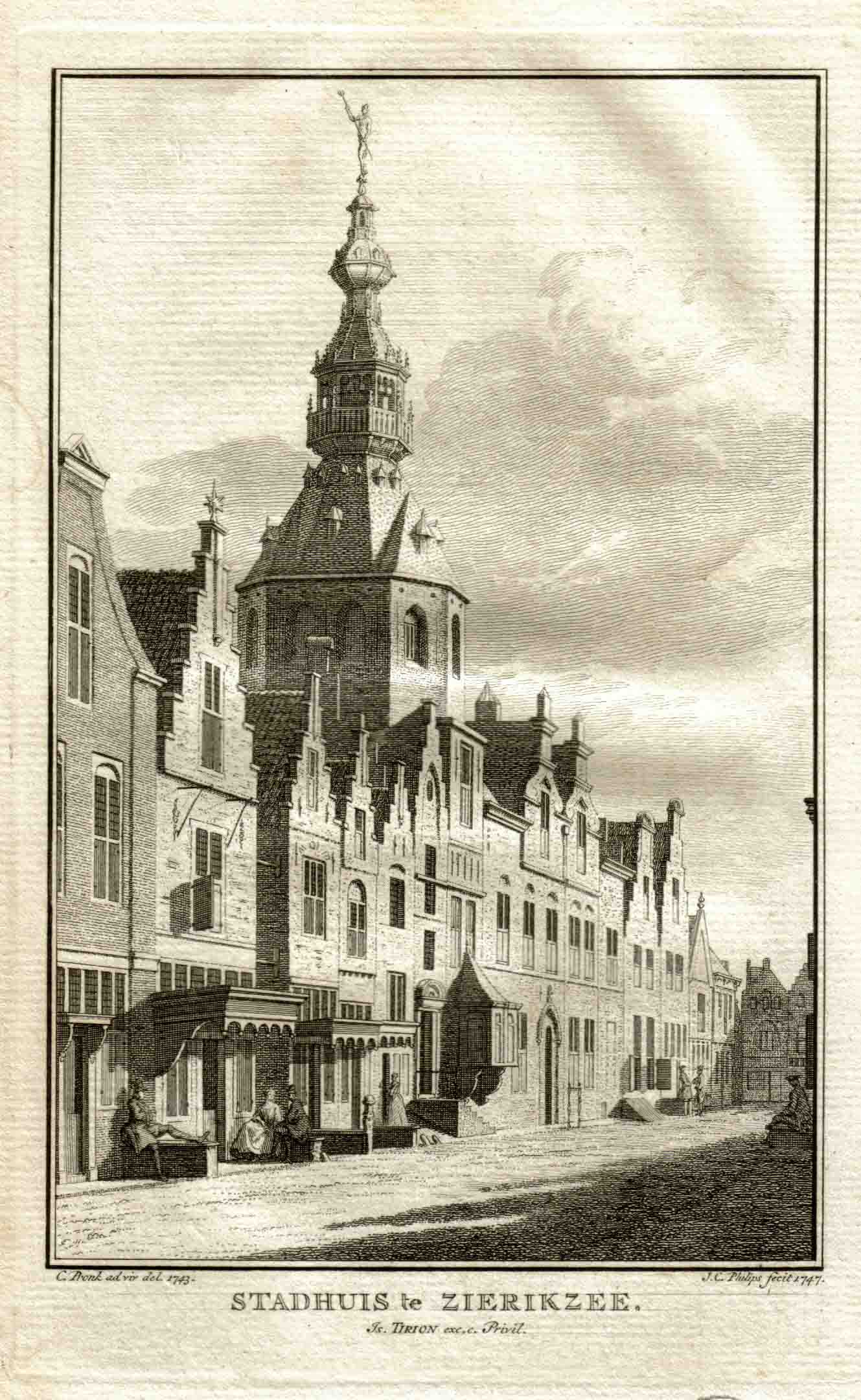
Stadhuis in 1743
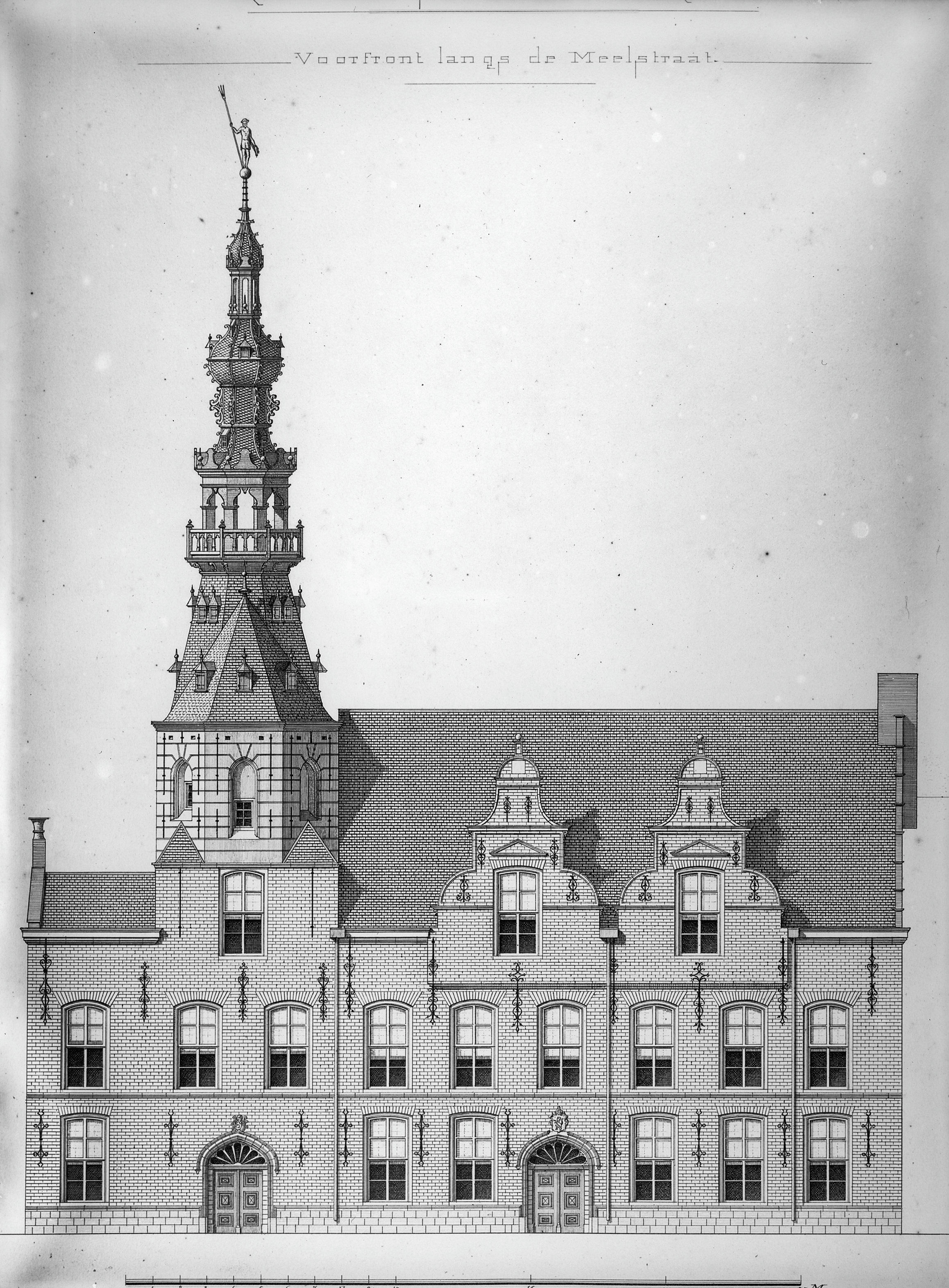
Tekening uit 1926
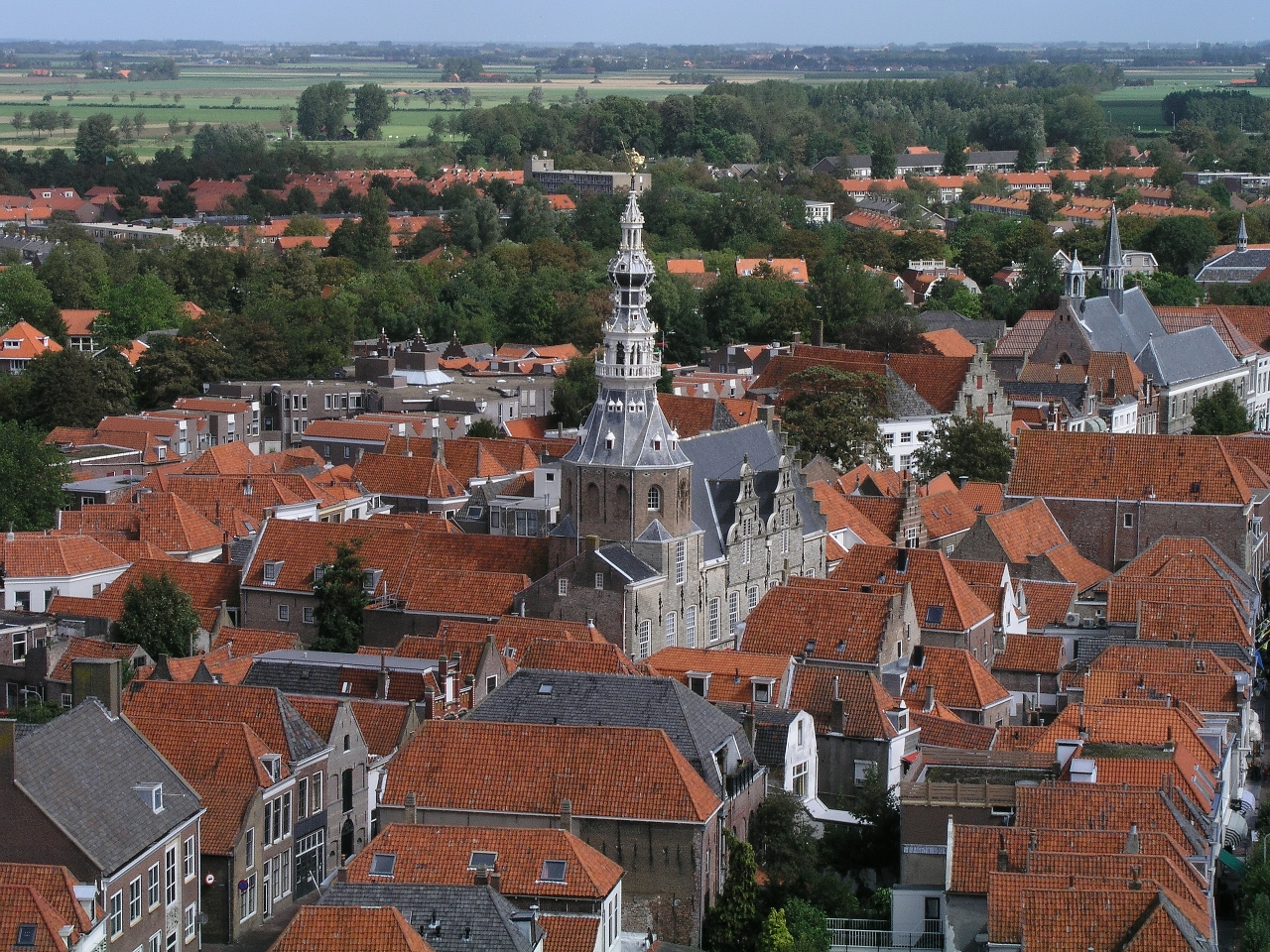
In vogelvlucht
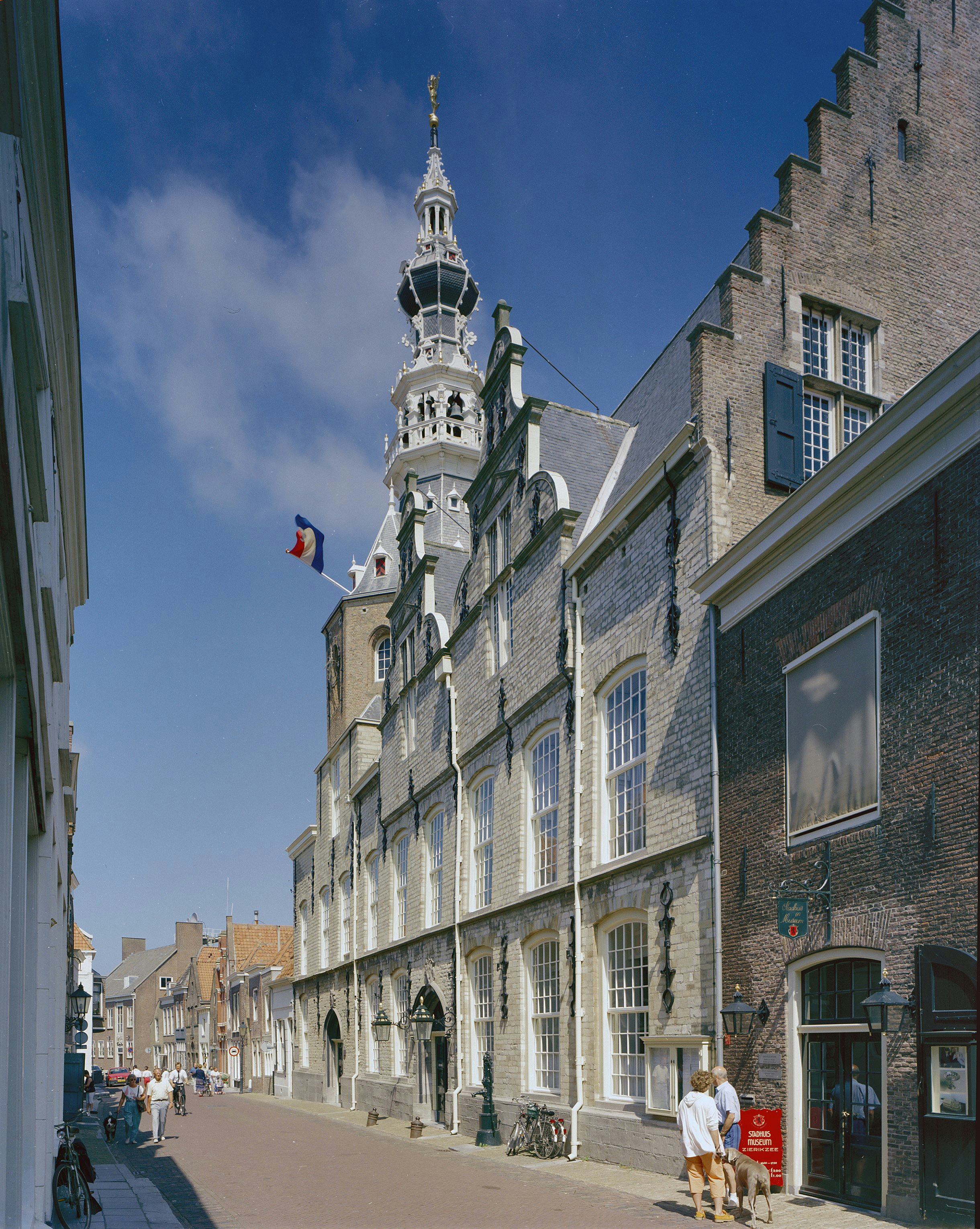
Voorgevel
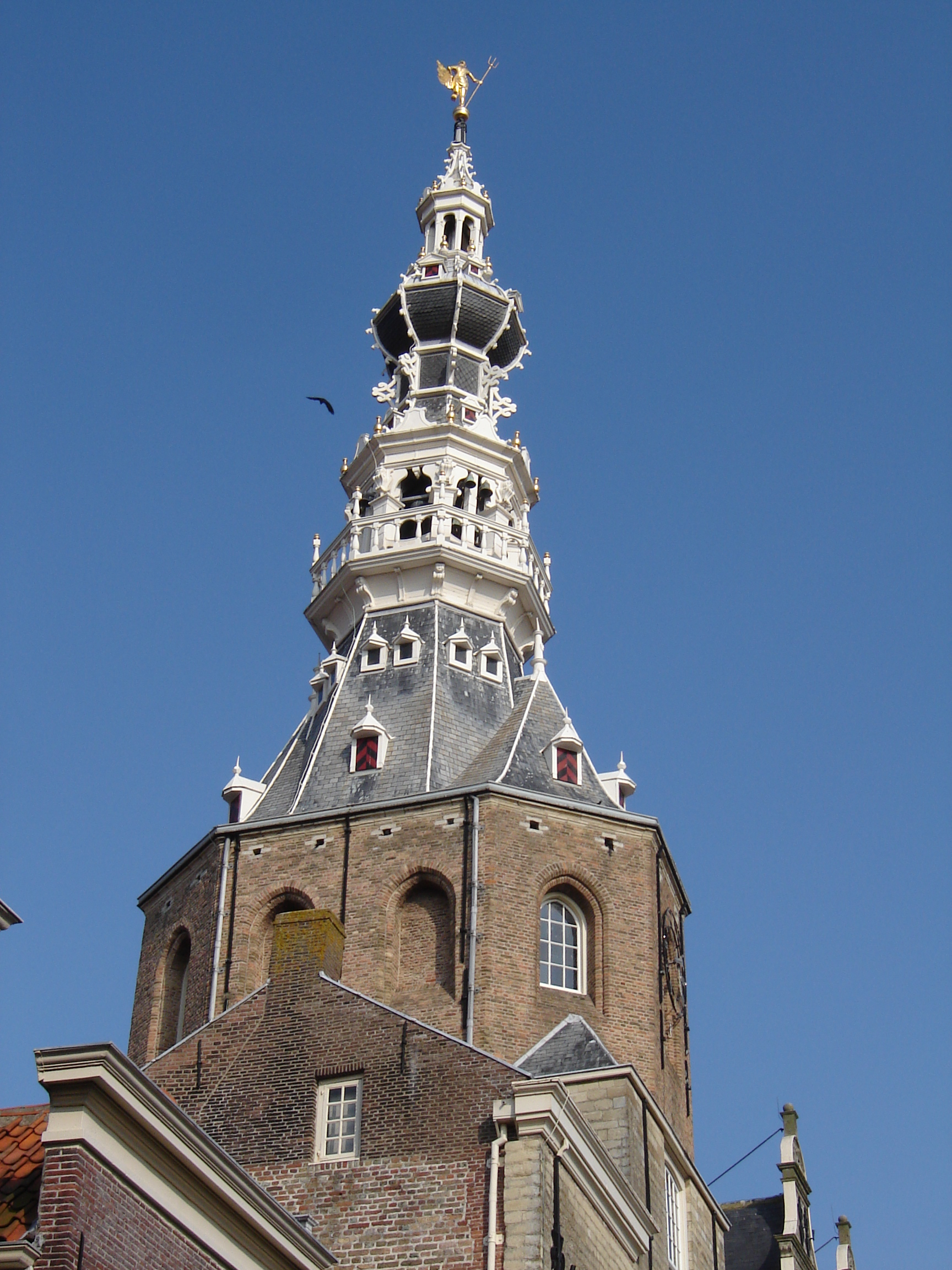
Stadhuistoren
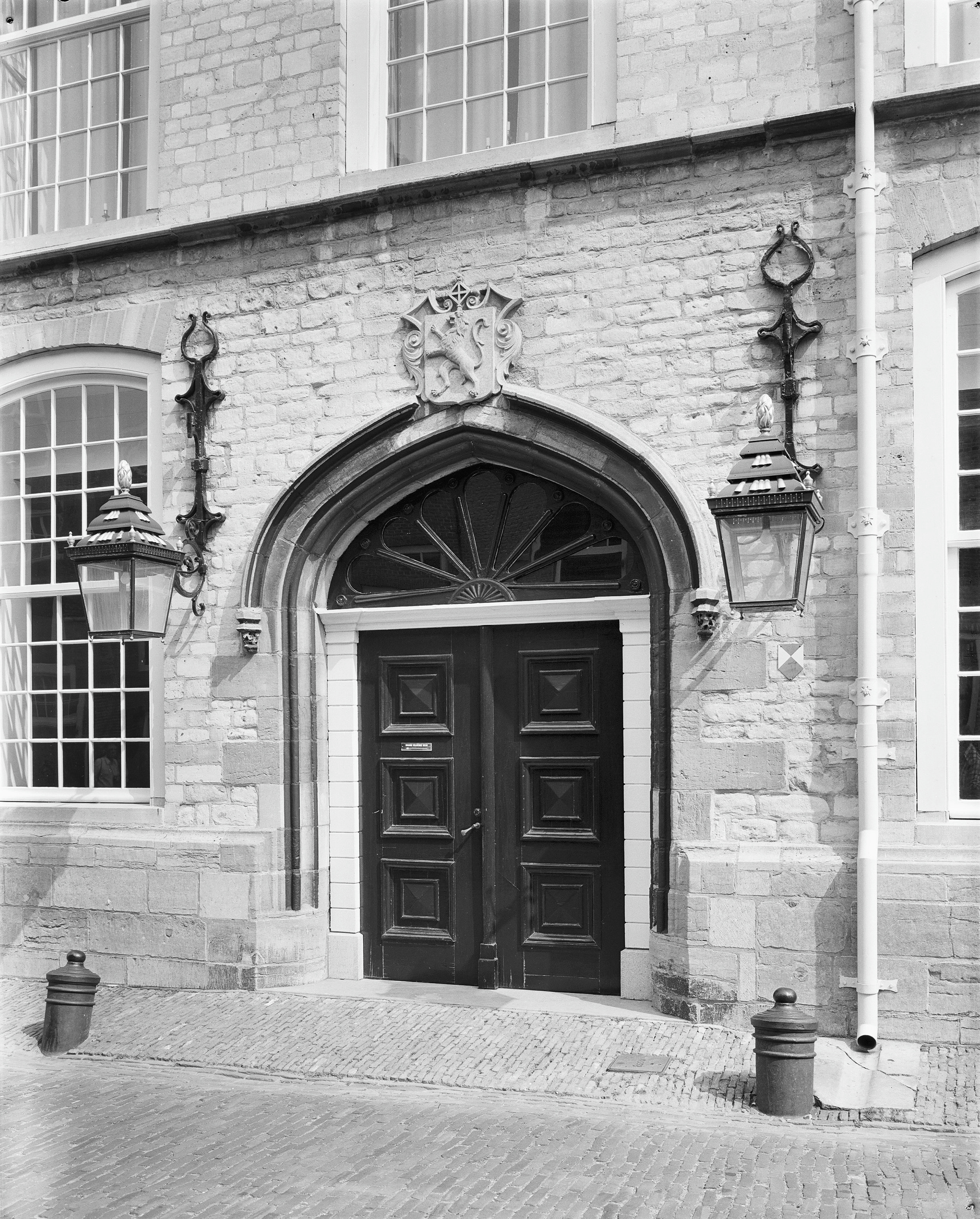
Entree
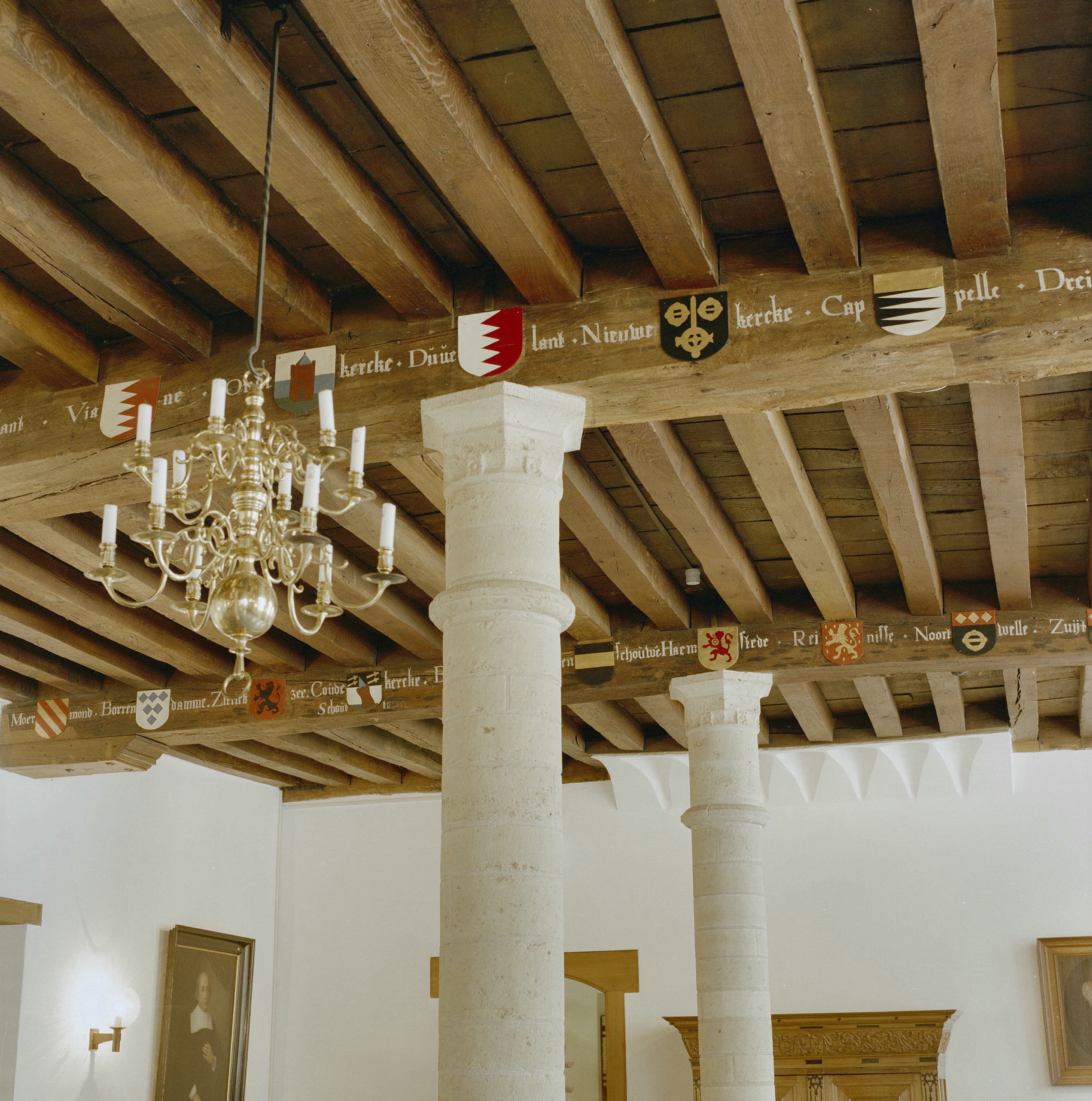
Hal begane grond
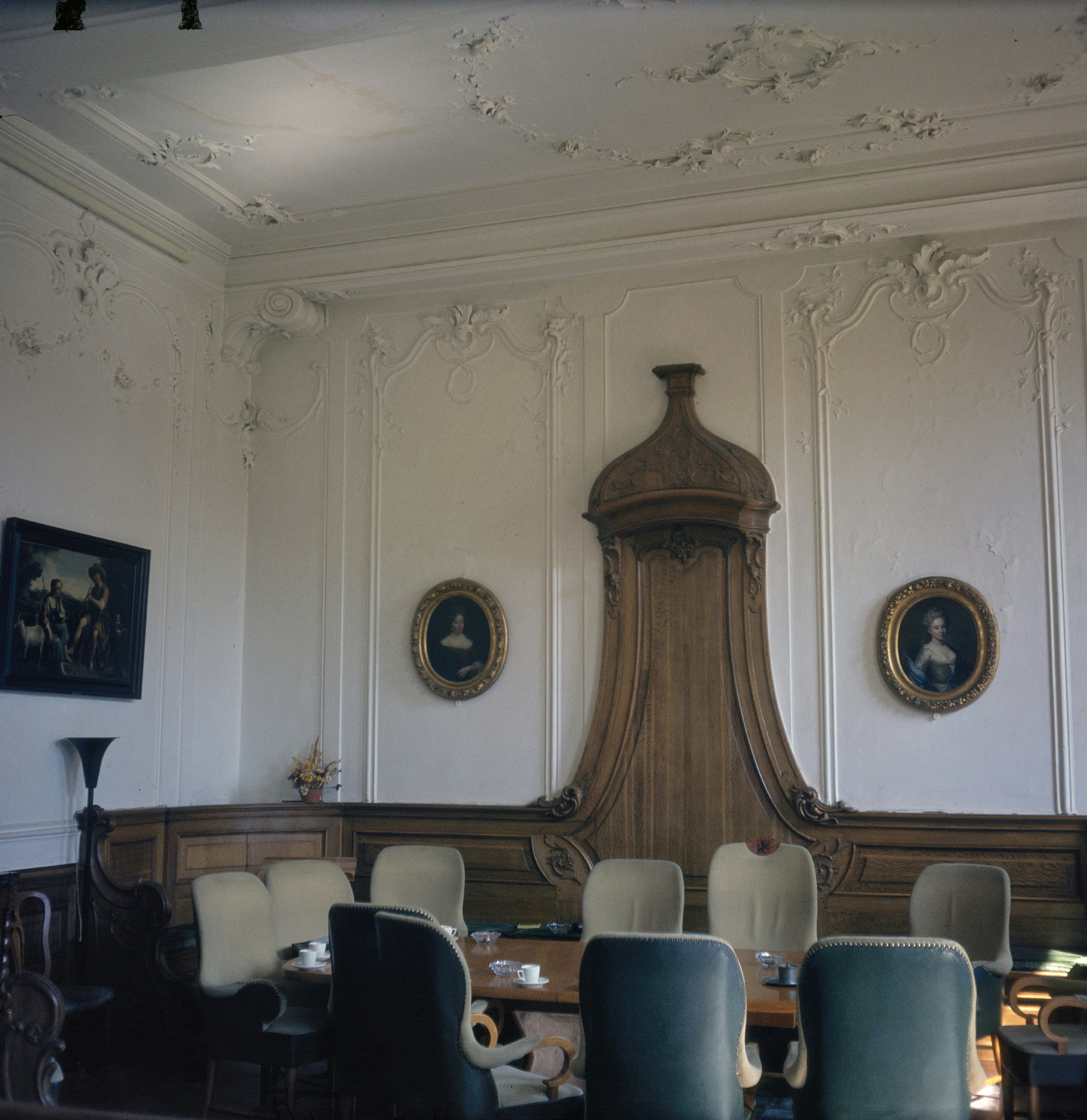
Raadzaal/schepenbank
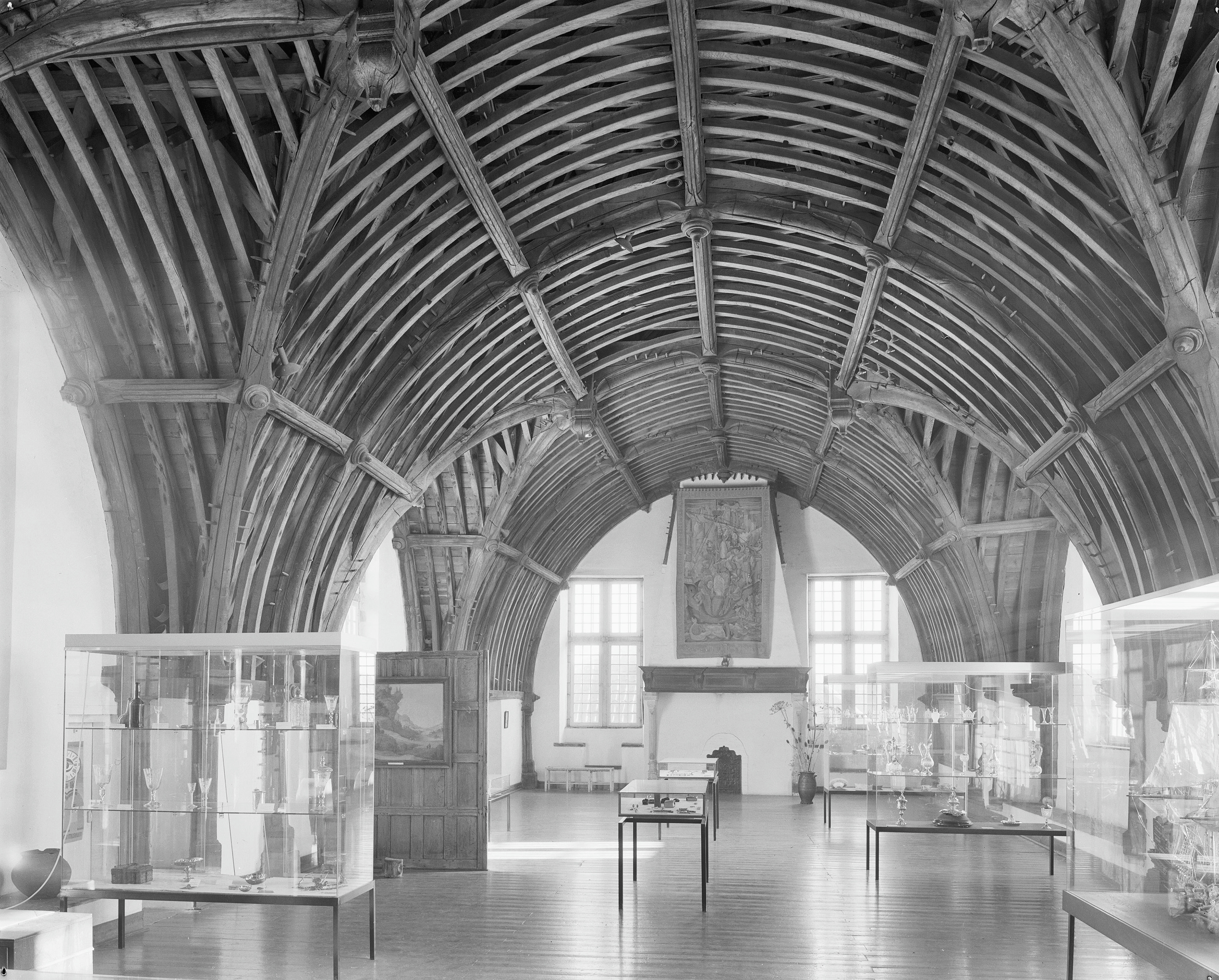
Museumzaal
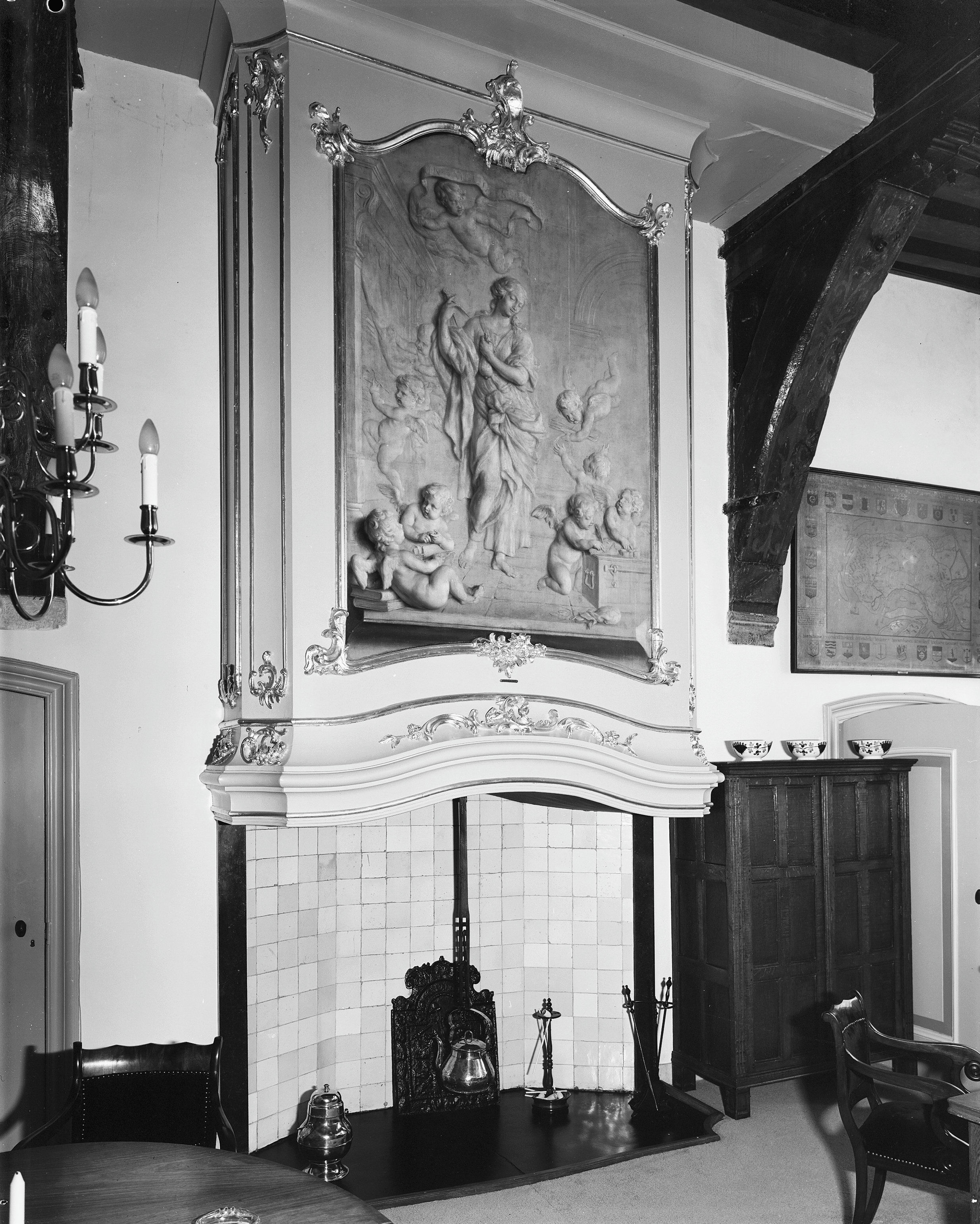
Schouw secretariskamer